# Persone di cognome Grey
| Questa pagina contiene informazioni ricavate automaticamente dalle voci biografiche con l'ausilio del template Bio e di un bot. L'aggiornamento è periodico e automatico e ricostruisce completamente la pagina. Se manca una persona in questa lista, sei pregato di non aggiungerla, ma accertati piuttosto che la sua voce biografica contenga il template Bio e che i dati anagrafici siano correttamente compilati. Se il template Bio manca, inseriscilo tu stesso o, in alternativa, metti l'avviso {{tmp\|Bio}} che ne segnala la mancanza. Se i dati riportati sono sbagliati, correggi direttamente la voce biografica; le modifiche saranno visibili in questa lista entro pochi giorni. Per chiarimenti vedi il progetto antroponimi. La lista contiene solo le 68 persone che sono citate nell'enciclopedia e per le quali è stato implementato correttamente il template Bio. Pagina aggiornata al 23 apr 2025. |

Questa è una lista di persone presenti nell'enciclopedia che hanno il cognome Grey, suddivise per attività principale.

## Artisti(1)
- Alex Grey, artista statunitense (Columbus, n. 1953)

## Attori(3)
- Duane Grey, attore statunitense (Chicago, n. 1921 - Eugene, † 2001)
- Larry Grey, attore e illusionista britannico (Londra, n. 1895 - Burbank, † 1951)
- R. Henry Grey, attore statunitense (Oakland, n. 1891 - Los Angeles, † 1934)

## Attrici(11)
- Denise Grey, attrice italiana (Châtillon, n. 1896 - Parigi, † 1996)
- Gloria Grey, attrice statunitense (Portland, n. 1909 - Hollywood, † 1947)
- Jane Grey, attrice statunitense (Middlebury, n. 1883 - New York, † 1944)
- Jennifer Grey, attrice statunitense (New York, n. 1960)
- Lita Grey, attrice statunitense (Hollywood, n. 1908 - Los Angeles, † 1995)
- Nan Grey, attrice statunitense (Houston, n. 1918 - San Diego, † 1993)
- Olga Grey, attrice statunitense (New York, n. 1896 - Los Angeles, † 1973)
- Sarah Grey, attrice canadese (Nanaimo, n. 1996)
- Shirley Grey, attrice statunitense (Naugatuck, n. 1902 - Jacksonville Beach, † 1981)
- Virginia Grey, attrice statunitense (Los Angeles, n. 1917 - Woodland Hills, † 2004)
- Zena Grey, attrice statunitense (New York, n. 1988)

## Attrici pornografiche(1)
- Dahlia Grey, ex attrice pornografica statunitense (Seattle, n. 1972)

## Cantanti(2)
- Madeleine Grey, cantante e soprano francese (Villaines-la-Juhel, n. 1896 - Parigi, † 1979)
- Paris Grey, cantante statunitense (Glencoe, n. 1965)

## Cestisti(1)
- Dennis Grey, ex cestista statunitense (San Diego, n. 1947)

## Danzatrici(1)
- Beryl Grey, ballerina britannica (Londra, n. 1927 - Londra, † 2022)

## Fondisti(1)
- George Grey, ex fondista canadese (Londra, n. 1979)

## Generali(1)
- Charles Grey, I conte Grey, generale e nobile britannico (Howick, n. 1729 - Howick, † 1807)

## Giocatori di poker(1)
- David Grey, giocatore di poker statunitense (Henderson)

## Militari(3)
- Charles Grey, ufficiale e politico inglese (Northumberland, n. 1804 - † 1870)
- Frederick Grey, militare britannico (Howick, n. 1805 - Sunningdale, † 1878)
- George Grey, I baronetto di Fallodon, militare britannico (Howick, n. 1767 - Portsmouth Dockyard, † 1828)

## Musicisti(1)
- Tony Grey, musicista inglese (Newcastle, n. 1975)

## Nobildonne(4)
- Diana Grey, nobildonna inglese (Londra, n. 1625 - † 1689)
- Louisa Jane Grey, nobildonna inglese (Londra, n. 1855 - Londra, † 1949)
- Louisa Elizabeth Grey, nobildonna inglese (n. 1797 - † 1841)
- Mary Grey, nobildonna inglese (n. 1545 - Londra, † 1578)

## Nobili(24)
- Anthony Grey, IX conte di Kent, nobile e politico inglese (Brancepeth, n. 1557 - Devon, † 1643)
- Anthony Grey, XI conte di Kent, nobile inglese (Kent, n. 1645 - Tunbridge, † 1702)
- Catherine Grey, nobile britannica (Bradgate Park, n. 1540 - Cockfield Hall, † 1568)
- Charles Grey, II conte Grey, nobile e politico britannico (Howick Hall, n. 1764 - Howick Hall, † 1845)
- Charles Grey, VII conte di Kent, nobile inglese (n. 1545 - Blunham, † 1623)
- Edmund Grey, I conte di Kent, nobile e politico inglese (n. 1416 - † 1490)
- Elizabeth Grey, nobile inglese (n. 1497)
- George Grey, II conte di Kent, nobile e politico inglese (Ruthin, n. 1454 - Ampthill, † 1505)
- Harry Grey, III conte di Stamford, nobile britannico (n. 1685 - † 1739)
- Harry Grey, IV conte di Stamford, nobile britannico (Enville Hall, n. 1715 - Enville Hall, † 1768)
- Harry Grey, VIII conte di Stamford, nobile britannico (n. 1812 - † 1890)
- Henry Grey, I conte di Stamford, nobile e militare inglese (n. 1599 - † 1673)
- Henry Grey, I barone Grey di Groby, nobile inglese (n. 1547 - Bradgate Park, † 1614)
- Henry Grey, IV conte di Kent, nobile inglese (n. 1495 - † 1562)
- Henry Grey, VI conte di Kent, nobile inglese (Silsoe, n. 1541 - Silsoe, † 1615)
- Henry Grey, VIII conte di Kent, nobile e politico inglese (Blunham, n. 1583 - Londra, † 1639)
- Henry Grey, X conte di Kent, nobile e politico inglese (Burbage, n. 1594 - Burbage, † 1651)
- Henry Grey, I duca di Kent, nobile e politico inglese (Kent, n. 1671 - Londra, † 1740)
- John Grey di Pirgo, nobile inglese (n. 1523 - Pirgo, † 1564)
- Leonard Grey, I visconte Grane, nobile e politico inglese (n. 1478 - Londra, † 1541)
- Reginald Grey, V conte di Kent, nobile inglese (Silsoe - † 1573)
- Richard Grey, III conte di Kent, nobile inglese (Ruthin, n. 1481 - Londra, † 1524)
- Thomas Grey, II conte di Stamford, nobile e politico britannico (n. 1654 - † 1720)
- Thomas Grey, II marchese di Dorset, nobile inglese (n. 1477 - † 1530)

## Politici(5)
- Albert Grey, IV conte Grey, politico inglese (Londra, n. 1851 - Londra, † 1917)
- Edward Grey, politico britannico (Londra, n. 1862 - Fallodon, † 1933)
- George Grey, politico e esploratore britannico (Lisbona, n. 1812 - Londra, † 1898)
- Henry Grey, III conte Grey, politico inglese (n. 1802 - † 1894)
- Richard Grey, politico inglese (n. 1457 - Pontefract, † 1483)

## Rugbisti a 15(1)
- Nathan Grey, ex rugbista a 15 e allenatore di rugby a 15 australiano (Gosford, n. 1975)

## Scrittori(1)
- Zane Grey, scrittore statunitense (Zanesville, n. 1872 - Altadena, † 1939)

## Sovrane(1)
- Jane Grey, regina britannica (Bradgate Park, n. 1537 - Londra, † 1554)

## Tenniste(1)
- Sarah Beth Grey, tennista britannica (Liverpool, n. 1995)

## Violinisti(1)
- Geoffrey Grey, violinista, direttore d'orchestra e compositore britannico (Gipsy Hill, n. 1934 - Dorchester, † 2023)

## Senza attività specificata(3)
- Henry Grey, I duca di Suffolk, duca britannico (n. 1517 - † 1554)
- John Grey di Groby, cavaliere medievale inglese (n. 1432 - † 1461)
- Thomas Grey, I marchese di Dorset, cavaliere medievale inglese (Groby, n. 1455 - Londra, † 1501)